# L'estate fredda
L’Estate fredda è un romanzo giallo scritto da Gianrico Carofiglio e pubblicato da Einaudi nel 2016.

## Trama
Nell’estate del 1992, contestualmente alle stragi di Palermo, a Bari viene rapito il figlio di Nicola Grimaldi, boss della malavita barese. Il Maresciallo dei Carabinieri Pietro Fenoglio, aiutato dall’Appuntato Antonio Pellecchia, comincia l’indagine ma il bambino viene ritrovato morto e si pensa che l’autore del rapimento finito male sia stato Vito Lopez, ex luogotenente del Grimaldi ed ora con lui in guerra aperta. 
Vito Lopez si costituisce e diventa collaboratore di giustizia ma nega ogni responsabilità per il rapimento e per la morte del bambino. L’indagine prosegue, prendendo però una piega inaspettata e rivolgendosi verso una zona grigia entro l'Arma (ed entro l'umano). 
"Chissà se ..... da ragazzino aveva sognato di fare il Carabiniere perché voleva stare dalla parte giusta della barricata? Il problema, inutile dirlo, era che la barricata è piena di varchi; alcuni così ben nascosti che non ti accorgi quando li attraversi...." (pag. 293).

## Edizioni
- Gianrico Carofiglio, L’Estate Fredda, Stile libero Big, Einaudi, 2016,  p. 340, ISBN 9788806227746.